# Битка при Кукуш (1944)
 Тази статия е за битката от Втората световна война.  За битката от Междусъюзническата война вижте Битка при Кукуш.  
Битката при Кукуш (на гръцки: Μάχη του Κιλκίς) е сблъсък между Гръцката народна освободителна армия (ЕЛАС), въоръжената структура на прокомунистическия Народоосвободителен фронт (ЕАМ) от гръцката съпротива и коалиция между колаборационистките Батальони за сигурност, националистическата съпротивителна организация Национален демократичен гръцки съюз (ЕДЕС) и Националната армия на Гърция (ЕЕС). На 4 ноември 1944 година ЕЛАС превзема Кукуш след девет часа битка. Националистите претърпяват много жертви по време на битката, а много от пленниците са убити след това.

## Предистория
На 28 октомври 1940 година Италия обявява война на Гърция, започвайки Италианско-гръцката война, очаквайки бърза победа. Нахлуването се провая и италианците са изтласкани обратно в Албания. На 6 април 1941 година Германия нахлува в Гърция през България и Югославия, за да подкрепи съюзника си. Германското проникване дълбоко в Гърция прави по-нататъшната съпротива на албанския фронт безсмислена и битката за Гърция завършва в полза на Силите на Оста. Гърция е подложена на тройна окупация от Германия, Италия и България. В гръцка Македония ръководената от Комунистическата партия на Гърция Гръцка народна освободителна армия (ЕЛАС) се очертава като най-мощната съпротивителна организация.
В 1943 година ЕЛАС започва да разоръжава по-малки некомунистически партизански групи и да ги включва в своите редици или да ги разпуска. ЕЛАС оправда действията си, като обвинява десните групи в сътрудничество с германските окупационни власти, обвинение, в което, според офицера от Управлението за специални операция Крис Удхаус, „има известна справедливост [...], защото гръцките националисти, като Михайлович в Югославия, считат германците като по-малко сериозен враг от българите или комунистите“. ЕАМ-ЕЛАС постоянно гледа с недоверие на всички различни съпротивителни групи и ги обвиняваше в колаборационизъм, но в много случаи това има обратен ефект и кара останките от десните групи наистина да се присъединяват към германците срещу ЕЛАС.
По време на заключителните етапи на окупацията на Оста, войските на Оста се изтеглят от Северна Гърция. Страхувайки се от репресии от страна на ЕЛАС, членовете на колаборационистките Батальони за сигурност и десните съпротивителни групи Национален демократичен гръцки съюз (ЕДЕС) и Националната армия на Гърция (ЕЕС) и техните цивилни поддръжници се събират в Кукуш. Британците съобразно със Споразумението от Казерта между ЕЛАС и гръцкото правителство в изгнание от септември 1944 година характеризират всички части, свързани с Батальоните за сигурност, като вражески бойци и им нареждат да се предадат на ΧΙ дивизия на ЕЛАС. До октомври 1944 година приблизително 10 000 души търсят убежище в Кукуш.
Командирите на Батальоните за сигурност обсъждат дали да се окопаят в Кукуш или да се преместят. Взимат решение да останат в Кукуш, въпреки факта, че местното население симпатизира на ЕЛАС. На 30 октомври защитниците заемат позиции около Горно Постолар, Средно Постолар и Долно Постолар. На следващия ден тези позиции са атакувани от малки групи бойци на ЕЛАС. По-късно Константинос Пападопулос, един от най-силните командири на Батальоните за сигурност, изразява несъгласието си с начина, по който е организирана отбраната. Неговата част от 1500 мъже заминава за село Ашиклар (Муриес), обещавайки да се върне в случай на нападение над града.

## Ход на битката
Сутринта на 4 ноември ЕЛАС атакува Кукуш и превзема тактически важния хълм Свети Георги (Агиос Георгиос). Комунистите излизат победители след девет часа ожесточени улични битки. Загубите на ЕЛАС наброяват 118 до 180 убити и 410 до 800 ранени, а защитниците губят 1500 убити и 2190 пленени. След битката десетки пленници са екзекутирани в актове на отмъщение от отделни членове на ЕЛАС, като броят им не е точно определен. Други пленници са държани в ужасни условия в тютюневи складове или са прехвърлени в концентрационен лагер в Солун. Източници, симпатизиращи на националистите, определят общия брой на убитите в бойните действия или екзекутираните след тях на 7432 души.

## Последици
Битката е отбелязана като най-кървавият сблъсък между комунистически и националистически части в прелюдията към Гръцката гражданска война. На 6 ноември 1967 година, само няколко месеца след установяването на хунтата, министърът на вътрешните работи Стилианос Патакос и министърът на Северна Гърция Димитриос Патилис провеждат първата панихида в чест на защитниците на Кукуш. Година по-късно хунтата издига мемориал в чест на жертвите на „славяно-комунизма“, убити в района на Кукуш по време на окупацията, и там се провеждат ежегодни спонсорирани от държавата мемориали до падането на режима в 1974 година. В 1992 година градският съвет построява втори мемориал до кметството, на членове на всички съпротивителни организации на Кукуш. В 2002 година частни лица, симпатизиращи на комунистическата кауза, издигат статуя в чест на членовете на комунистически съпротивителни организации, действали по време на Втората световна война и Гражданската война в Гърция. Битката остава политически проблем в града, тъй като и на трите мемориала се провеждат отделни възпоменателни събития.